# Carinapex
Carinapex is een geslacht van weekdieren uit de klasse van de Gastropoda (slakken).

## Soorten
- Carinapex albarnesi Wiedrick, 2015
- Carinapex alisonkayae Wiedrick, 2015
- Carinapex amirowlandae Wiedrick, 2015
- Carinapex cernohorskyi Wiedrick, 2015
- Carinapex chaneyi Wiedrick, 2015
- Carinapex johnwiedricki Wiedrick, 2015
- Carinapex lindseygrovesi Wiedrick, 2015
- Carinapex minutissima (Garrett, 1873)
- Carinapex mooreorum Wiedrick, 2015
- Carinapex papillosa (Garrett, 1873)
- Carinapex philippinensis Wiedrick, 2015
- Carinapex solomonensis Wiedrick, 2015